# Kapitularien
Der Ausdruck Kapitularien (Einzahl: das Kapitular(e) oder Kapitularium), lateinisch Capitularia, bezeichnet in der Rechtsgeschichte hoheitliche Anordnungen im Sinne von Gesetzen vor allem in der Zeit der Karolinger, insbesondere unter Karl dem Großen.

## Geschichte
Die Kapitularien wurden von der Hofkapelle ausgefertigt und enthielten gesetzliche Bestimmungen zu Verwaltung und Rechtsprechung sowie in militärischen, kirchlichen und kulturellen Angelegenheiten. Sie waren schriftlich niedergelegt und immer in Mittellatein gehalten. Ihre Einteilung in verschiedene Kapitel (lateinisch capitula) gab ihnen den Namen.
Sie hatten maßgeblichen Einfluss auf die Entwicklung der (west-)europäischen Wirtschafts- und Sozialgeschichte und regelten u. a. auch die Anbautechnik von Nutzpflanzen. Zu den bekanntesten Kapitularien gehören die Admonitio generalis von 789, die das Reformprogramm Karls des Großen zusammenfasst, und das Capitulare de villis.
Die Kapitularien sind oft nach dem Ort ihrer Verkündung benannt, so zum Beispiel das Kapitular von Herstal (779) oder das Diedenhofener Kapitular (805).
Ausgangspunkt dieser Form der Rechtsprechung war die Autorität des Königs, speziell seiner Banngewalt, die es ihm erlaubte, an seine Untertanen Befehle zu erteilen bzw. Verbote auszusprechen und die Nichtbefolgung zu bestrafen. Die Großen des Reiches hatten jedoch dem Erlass zuzustimmen; dies geschah in Form des consensus, beispielsweise auf einer Reichsversammlung. Doch war dieser Consensus ein pro forma mit dem Verabschieden der Kapitularie erreichter Vorgang, welcher erst später, mit dem Machtverfall der Könige, einer Zustimmung der Fürsten bedurfte.
Die schriftliche Niederlegung des Beschlossenen in Form eines Kapitulars war nur ein Teil des Prozesses der Rechtsprechung. Konstituierende Wirkung erlangte das Kapitular erst bei seiner mündlichen Verkündung in den verschiedenen Teilen des Reiches. Diese Aufgabe kam vor allem den Grafen, Bischöfen und Königsboten zu, die sich zumindest in Einzelfällen auch um die Verbreitung besonders wichtiger Kapitularien in Form von Abschriften zu kümmern hatten.
Besonders in der Zeit Karls des Großen nahm die Kapitulariengesetzgebung stark zu, und sein Nachfolger, Ludwig der Fromme, bediente sich ihrer in etwa gleichem Maße. Bereits unter Karls Enkeln kam es jedoch wieder zu einem raschen Niedergang.

## Probleme der Forschung
Als Quellen sind die Kapitularien lediglich in Form von Abschriften erhalten, Originale existieren nicht mehr. Die Texte sind bis auf wenige Ausnahmen durch Sammlungen, die von Bischöfen, Äbten oder Grafen des Frankenreiches zu praktischen Zwecken zusammengestellt wurden, überliefert worden. Diese Sammlungen werfen jedoch oft das Problem auf, dass die Kapitularien nicht als eigenständige Form von Rechtsquellen behandelt, sondern im Zusammenhang mit anderen Texten, beispielsweise mit den leges, den Stammesrechten im Frankenreich, überliefert werden. Bedeutsam ist dies vor allem für die Frage nach dem Zweck und der Rezeption der Kapitularien. Auch ergeben sich daraus Unsicherheiten, welche der Texte überhaupt als Kapitularien zu bezeichnen sind bzw. welche nicht. Verschiedene Kapitularien wurden lediglich aufgrund ihrer Überlieferung datiert, diese Angaben sind jedoch manchmal zweifelhaft.
Weiterhin besteht Uneinigkeit in der Einteilung der Kapitularien nach ihrem Inhalt. Für die Zeit Ludwigs des Frommen ist eine Einteilung in kirchliche und weltliche Kapitularien überliefert, jedoch lässt sich diese Unterscheidung nicht durchhalten, da gerade die Vermischung von weltlichen und kirchlichen Themen ein Grundcharakteristikum der Kapitularien darstellt. Für die Kapitularien mit ausschließlich weltlichem Inhalt existiert eine Gliederung in drei Gruppen:
- capitularia legibus addenda als Ergänzungen zu den Volksrechten,
- capitularia per se scribenda als Verfügungen mit eigenem Daseinszweck und
- capitularia missorum als Anweisungen für die Königsboten.

Auch sie entstammt der Zeit Ludwigs des Frommen und wurde von der Forschung übernommen. Jedoch ist auch diese Klassifizierung problematisch, da neben den in diese Kategorien passenden Kapitularien wiederum gemischte Bestimmungen existieren, so dass eine vierte Gruppe der capitularia mixta eingeführt werden müsste.
Ein anderes Problem ist das Verhältnis zwischen schriftlicher Niederlegung des Kapitulars einerseits und seiner mündlichen Verkündung andererseits in ihrer Bedeutung für das Inkrafttreten der jeweiligen Bestimmungen. François Louis Ganshof (siehe Literaturtipps unten) sah in seinem grundlegenden Werk zu den Kapitularien die Verkündung der vom Herrscher erlassenen Rechtsverordnung als einzig konstituierenden Akt an, den eigentlichen Text dagegen als reines Hilfsmittel zur Bekanntmachung und Verbreitung des Beschlossenen. Dieser Auffassung wurde widersprochen mit der These, die Kapitularientexte hätten in der Originalfassung eher Urkundencharakter und damit bereits konstitutive Eigenschaften innegehabt.
Das generelle Vorhandensein der königlichen oder kaiserlichen Beglaubigung unter originalen Kapitularien, der subscriptio regis bzw. imperatoris, ist jedoch auch nach einer Untersuchung der handschriftlichen Überlieferung nicht nachzuweisen und daher, wenn bezeugt, als Ausnahme anzusehen.
Auch die Entstehung eines Kapitulars liegt weitgehend im Dunkeln. Ganshofs Ansicht nach beruhte die Autorität der Kapitularien allein auf dem königlichen Bann, dem Recht des Königs, zu gebieten oder zu verbieten. In der Karolingerzeit sei die Macht des Königs noch unbegrenzt gewesen, erst später habe sich dies zugunsten des Adels verschoben. Die Zustimmung des Adels zu den beschlossenen Maßnahmen, der consensus, war gemäß seiner Deutung keinesfalls eine freiwillige Entscheidung, sondern vielmehr eine obligatorische Anerkennung. Für den König sei der consensus eine zusätzliche Versicherung gewesen, die den Adel zur Befolgung der Vorschriften verpflichtete. Dieser Meinung ist von verschiedenen Seiten widersprochen worden.
Karl Ferdinand Werner hob die Beteiligung des fränkischen Hochadels an grundsätzlichen Entscheidungen des Königs hervor, dies habe auch für die Gesetzgebung gegolten. Dieter Hägermann lehnte ebenfalls die Vorstellung Ganshofs von einem schrankenlos waltenden Königtum ab und fand Belege in den Quellen, die für verschiedene Epochen des Frankenreiches eine freiwillige Zusammenarbeit zwischen Adel und König bzw. Kaiser auf dem Gebiet der Kapitularien bezeugen. Arnold Bühler betonte in seiner Untersuchung den übergroßen Anteil der geistlichen Elite an der Abfassung der Kapitularien.
Schließlich gibt der Bestand an Abschriften der Forschung einige Fragen auf: Die Kapitularien sollten zwar im ganzen Reich mit Hilfe von Abschriften zum Zweck der Verkündung verbreitet werden, die überlieferten Kopien bilden jedoch insgesamt eine eher spärliche Anzahl und sind in unterschiedlicher Quantität in den Reichsteilen vorhanden gewesen. Dieser Umstand lässt auf eine unzureichende Herstellung von Kopien schließen, birgt aber auch einen Anhaltspunkt auf die Geltungskraft der Kapitularien und ihren jeweiligen Geltungsbereich; beides war wohl je nach Inhalt und Wichtigkeit des Kapitulars unterschiedlich.
Die Nordrhein-Westfälische Akademie der Wissenschaften und Künste fördert ab 2013 bis zum Jahr 2029 mit insgesamt 5,28 Millionen Euro Forschungen des Kölner Historikers Karl Ubl zu den Kapitularien der Karolinger im Rahmen der Monumenta Germaniae Historica. Die „Edition fränkischer Herrschererlasse“ wird diese systematisch ordnen, digitalisieren und auch in mehreren Bänden neu herausgeben.